# Pterorthacris subcallosa
Pterorthacris subcallosa är en insektsart som beskrevs av Boris Petrovich Uvarov 1921. Pterorthacris subcallosa ingår i släktet Pterorthacris och familjen Pyrgomorphidae. Inga underarter finns listade i Catalogue of Life.